# Rachel Saïdi
Rachel Saïdi, née le 8 juin 1988 à Malo-les-Bains, est une footballeuse française ayant évolué au poste de milieu de terrain, reconvertie entraîneuse.
Joueuse pendant six ans au FCF Hénin-Beaumont, principalement en Division 1, elle a ensuite évolué à Arras puis au LOSC. C'est avec ce dernier club qu'elle finit sa carrière de joueuse et débute celle d'entraîneuse en février 2019 en prenant la tête de l'équipe première.

## Biographie

### Carrière en club
Née à Dunkerque d'un père algérien et d'une mère française, Rachel Saïdi démarre le foot à l'âge de 13 ans à l'US Tétéghem puis au FC Dunkerque Malo Plage, en mixité. Elle intègre en 2003 l'US Gravelines et son équipe féminine où elle évolue de 2005 à 2007 en D3 puis lors de sa dernière saison au club en D2.
Elle découvre l'élite en 2008 en rejoignant le FCF Hénin-Beaumont. Le club effectue un passage en D2 lors de la saison 2011-2012, avant de remonter directement en D1. Elle juge alors que le championnat de France s'est renforcé et que son équipe est désormais prête physiquement à encaisser une saison complète. En parallèle de sa carrière de joueuse à Hénin-Beaumont, elle travaille pendant 4 ans pour la Ligue du Nord-Pas-de-Calais, notamment pour le développement du football féminin.
Après six ans à Hénin-Beaumont, elle joue une saison avec l'Arras FCF. En 2015, elle rejoint le LOSC évoluant en Division 2. Elle prend également au club le rôle de coordinatrice U7F aux U19F nationaux. Lors de la saison 2016-2017, l'équipe lilloise dépasse l'objectif fixé par le club en obtenant sa montée historique en D1 pour sa troisième année d'existence. Ainsi, Rachel Saïdi remplit son objectif de finir ses dernières années de joueuse dans l'élite. Lors de la saison 2018-2019, elle est déléguée club de l'UNFP au sein du LOSC.

### Carrière internationale
Rachel Saïdi compte huit matchs amicaux joués avec l'équipe de France B de 2012 à 2015. Elle a également été sélectionnée en équipe de France universitaire.

### Carrière d'entraîneuse
Alors que le LOSC est en difficulté lors de la saison 2018-2019, Dominique Carlier est démis de ses fonctions en février 2019, tandis que Rachel Saïdi raccroche ses crampons pour endosser le rôle d'entraîneuse principale avec pour mission d'éviter à l'équipe une relégation en D2. Les Lilloises échouent finalement à se maintenir en D1, à 1 point près, mais la direction du LOSC reconduit Saïdi pour une nouvelle saison.
En deuxième division, le club lillois entame un nouveau cycle et Saïdi s'engage dans une structuration de la section féminine.
En décembre 2021, après un an de formation au CNF Clairefontaine, elle est diplômée du certificat d'entraîneur de football féminin (CEFF), diplôme nouvellement créé et délivré par la FFF.

## Palmarès
LOSC Lille
- Championne de France de deuxième division en 2017
- Vice-championne de France de deuxième division en 2023

## Statistiques

### En tant que joueuse
| Saison                | Club                  | Championnat           | Championnat | Championnat | Coupe(s) nationale(s) | Coupe(s) nationale(s) | Total | Total |
| Saison                | Club                  | Division              | M.          | B.          | M.                    | B.                    | M.    | B.    |
| 2007-2008             | US Gravelines         | Division 2            | 17          | 3           | 3                     | 1                     | 20    | 4     |
| Sous-total            | Sous-total            | Sous-total            | 17          | 3           | 3                     | 1                     | 20    | 4     |
| 2008-2009             | FCF Hénin-Beaumont    | Division 1            | 22          | 3           | 1                     | 0                     | 23    | 3     |
| 2009-2010             | FCF Hénin-Beaumont    | Division 1            | 22          | 4           | 3                     | 4                     | 25    | 8     |
| 2010-2011             | FCF Hénin-Beaumont    | Division 1            | 22          | 4           | 3                     | 2                     | 25    | 6     |
| 2011-2012             | FCF Hénin-Beaumont    | Division 1            | 22          | 7           | 2                     | 0                     | 24    | 7     |
| 2012-2013             | FCF Hénin-Beaumont    | Division 2            | 20          | 10          | 5                     | 4                     | 25    | 14    |
| 2013-2014             | FCF Hénin-Beaumont    | Division 1            | 15          | 5           |                       |                       | 15    | 5     |
| Sous-total            | Sous-total            | Sous-total            | 123         | 33          | 14                    | 10                    | 137   | 43    |
| 2014-2015             | Arras FCF             | Division 1            | 21          | 1           | 1                     | 0                     | 22    | 1     |
| Sous-total            | Sous-total            | Sous-total            | 21          | 1           | 1                     | 0                     | 22    | 1     |
| 2015-2016             | LOSC Lille            | Division 2            | 21          | 3           | 1                     | 0                     | 22    | 3     |
| 2016-2017             | LOSC Lille            | Division 2            | 23          | 9           | 3                     | 3                     | 26    | 12    |
| 2017-2018             | LOSC Lille            | Division 1            | 21          | 1           | 1                     | 0                     | 22    | 1     |
| 2018-2019             | LOSC Lille            | Division 1            | 13          | 0           | 2                     | 0                     | 15    | 0     |
| Sous-total            | Sous-total            | Sous-total            | 78          | 13          | 7                     | 3                     | 85    | 16    |
| Total sur la carrière | Total sur la carrière | Total sur la carrière | 239         | 50          | 25                    | 14                    | 264   | 64    |

### En tant qu'entraîneuse
Tous les matchs officiels sont inclus.
Mis à jour le 10 novembre 2020
| Saison    | Club       | Championnat | Championnat | Championnat | Championnat | Championnat | Coupe nationale | Coupe nationale | Coupe nationale | Coupe nationale | Total  | Total | Total | Total | % Victoires |
| Saison    | Club       | Division    | Matchs      | V           | N           | D           | Matchs          | V               | N               | D               | Matchs | V     | N     | D     | % Victoires |
| --------- | ---------- | ----------- | ----------- | ----------- | ----------- | ----------- | --------------- | --------------- | --------------- | --------------- | ------ | ----- | ----- | ----- | ----------- |
| 2018-2019 | LOSC Lille | Division 1  | 6           | 2           | 1           | 3           | 3               | 2               | 0               | 1               | 9      | 4     | 1     | 4     | 44,44 %     |
| 2019-2020 | LOSC Lille | Division 2  | 15          | 10          | 3           | 2           | 4               | 3               | 0               | 1               | 19     | 13    | 3     | 3     | 68,42 %     |
| 2020-2021 | LOSC Lille | Division 2  | 5           | 4           | 1           | 0           | 0               | 0               | 0               | 0               | 5      | 4     | 1     | 0     | 80 %        |
| 2019-     | Total LOSC | —           | 26          | 16          | 5           | 5           | 7               | 5               | 0               | 2               | 33     | 21    | 5     | 7     | 63,64 %     |